# Dermatophagoides farinae Peptidase 1
Die Dermatophagoides farinae Peptidase 1 (Der f 1) ist ein Enzym aus der Gruppe der Cysteinproteasen und wird von der amerikanischen Hausstaubmilbe Dermatophagoides farinae gebildet. Es ist eines der Haupt-Hausstauballergene des Menschen, wie auch seine Homologe Der p 1 aus der europäischen Hausstaubmilbe Dermatophagoides pteronyssinus und Eur m 1 aus der Mayne-Hausstaubmilbe Euroglyphus maynei.

## Eigenschaften
Der p 1 besitzt als Cysteinprotease die Aminosäure Cystein in ihrem aktiven Zentrum. Sie ist eine Endopeptidase und hydrolysiert bevorzugt Peptide mit einer hydrophoben oder basischen Aminosäure an der Position P2. Die Freisetzung erfolgt fäkal.